# 코모 호수의 합리주의
코모 호수의 합리주의 (Razionalismo del Lago di Como)는 1920년대와 1950년대 사이에 이탈리아에서 발전한 문화적, 사회적, 건축적 운동으로, 기능성, 형태의 단순성, 자연 경관과의 통합을 특징으로 한다. 이 운동은 이탈리아 합리주의의 중요한 표현으로, 이탈리아 건축과 디자인의 발전에 중요한 기여를 했으며, 1950년대에 완전한 성숙기에 도달했다.

## 같이 보기
- 코모호